# Wade Hampton III
Wade Hampton III (Charleston (South Carolina), 28 maart 1818 – Columbia (South Carolina), 11 april 1902) was een telg uit een van de rijkste families van South Carolina. Hij was plantage-eigenaar en politicus voor de Democratische partij. Tijdens de Amerikaanse Burgeroorlog was hij luitenant-generaal in het Army of Northern Virginia.

## Beginjaren

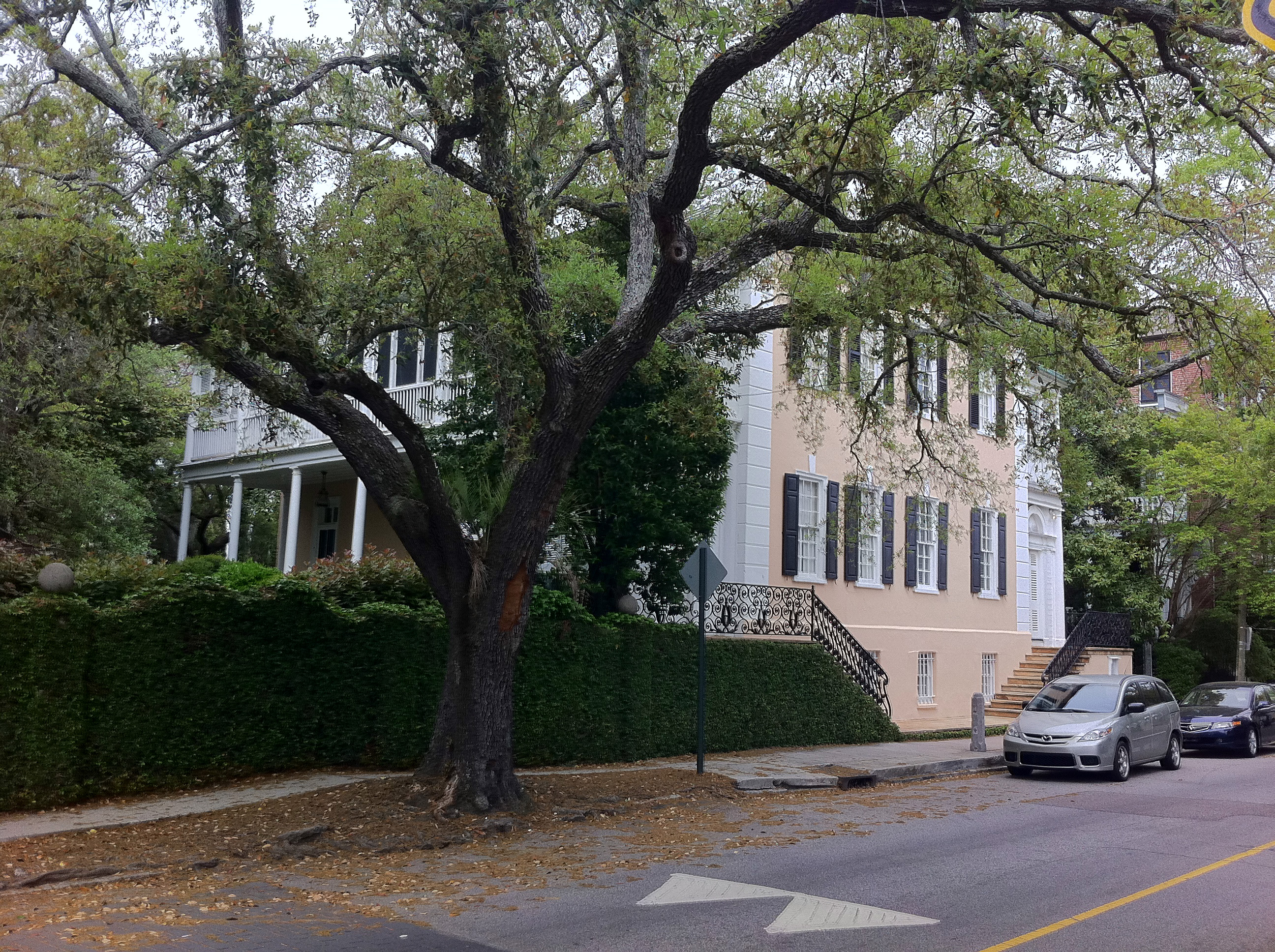
Het kolonel William Rhett huis in Charleston, het geboortehuis van Wade Hampton III

Wade Hampton III  werd geboren op 28 maart 1818 in Charleston, South Carolina. Hij was de oudste zoon van Wade Hampton II  (1791 -  1858), die als officier bij de dragonders had gevochten onder Andrew Jackson in de Slag bij New Orleans en Ann Fitzsimmons Hampton. Zijn moeder was een telg van een rijke familie uit Charleston.  Hij was de kleinzoon van Wade Hampton I (1754 -  1835), die als luitenant-kolonel van de cavalerie had gevochten in de Amerikaanse Revolutie. Wade Hampton III had vier jongere zussen en een jongere broer. Na de oorlog van 1812 had zijn vader fortuin gemaakt met speculatie in land in het zuidoosten. Hij hield 3000 slaven.
Hampton groeide op in een rijk gezin en kreeg privéonderwijs. Hij reed graag te paard en ging  jagen in het buitenverblijf van zijn familie in High Hampton, North Carolina.  Op zijn lange tochten joeg hij graag op zwarte beren. Hij zou doorheen de jaren meer dan 80 beren hebben gedood met zijn mes. 
In 1836 studeerde Hampton af in de rechten aan de South Carolina College. Zijn vader liet hem plantages in South Carolina en Mississippi beheren. Hampton III werd al op jonge leeftijd actief in de politiek voor de Democratische partij. 
Hij werd in 1852 verkozen in de South Carolina House of Representatives en was van 1858 tot 1861 senator. Toen Hampton II in 1858 stierf, erfde Hampton III het fortuin, de plantages en de slaven.

## Amerikaanse Burgeroorlog
Toen de Amerikaanse Burgeroorlog uitbrak, nam Wade Hampton III ontslag uit de senaat en nam  dienst als soldaat bij de South Carolina Militia. De gouverneur van South Carolina drong erop aan, dat Hampton III kolonel zou worden, hoewel hij geen militaire ervaring had.

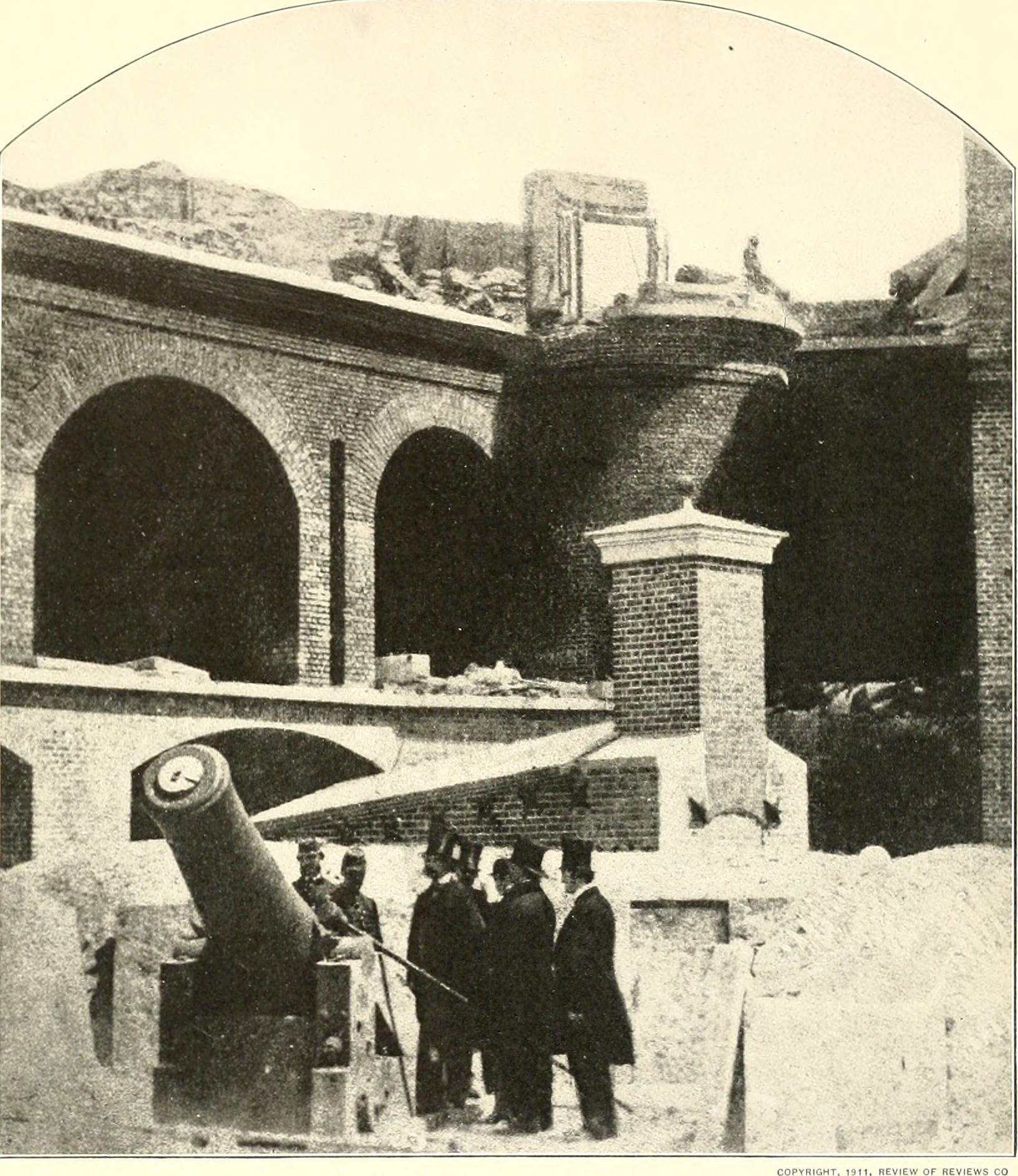
Wade Hampton III die samen met andere prominente personen uit South Carolina Fort Sumter bezoekt op 10 april 1861

Hoewel hij geen militaire ervaring had, had hij een goed organisatietalent en veel politieke contacten. Er werd verwacht van rijke mannen dat ze hun middelen inzetten om regimenten te rekruteren en te bewapenen. Daarom richtte Hampton het "Hampton's Legion" op met zes compagnieën infanterie, vier compagnieën cavalerie en een batterij artillerie. 
Hampton vocht in juli 1861 in de Eerste Slag bij Bull Run. Hij kon zijn legioen net op tijd formeren, zodat hij een kritiek punt in de Zuidelijke linie kon versterken en tijd kon winnen tot de aankomst van de brigade van Stonewall Jackson. Hij werd gewond door een kogel in zijn voorhoofd toen hij een aanval leidde op een Noordelijke batterij.
Tijdens de winter van 1861-62 werd Hampton’s Legion toegevoegd aan de divisie van generaal-majoor Gustavus W. Smith. Smiths divisie vervoegde zich bij het Army of Northern Virginia onder leiding van Joseph E. Johnston om te helpen in Yorktown. Daarna trokken de Zuidelijken zich terug naar om de hoofdstad te verdedigen. Op 23 mei 1862 werd Hampton bevorderd tot brigadegeneraal. Hampton III raakte tijdens de Slag bij Seven Pines op 31 mei 1862 gewond aan zijn voet. Zijn voet werd verzorgd terwijl hij op zijn paard bleef zitten en zijn eenheden leidde. Hij werd naar huis gestuurd om te genezen van zijn verwondingen, maar was op tijd terug om de infanteriebrigade van Stonewall Jackson over te nemen toen de Zevendagenslag ten einde liep. Hij zou echter weinig actie zien tijdens deze slag.
Na de Schiereilandveldtocht reorganiseerde de nieuwe bevelhebber van het Army of Northern Virginia generaal Robert E. Lee zijn cavalerie. Er werd een afzonderlijke divisie opgericht onder leiding van generaal-majoor J.E.B. Stuart. Hampton werd gekozen om twee brigades te leiden. Zijn brigade werd naar de regio rond Richmond gestuurd om er zeker van te zijn dat de Noordelijken zich volledig hadden teruggetrokken. De rest van het leger nam deel aan de Veldtocht in noordelijk Virginia. Zijn brigade was net te laat om deel te nemen aan de Tweede Slag bij Bull Run. Tijdens de Slag bij Antietam vormde zijn brigade het verste punt op de linkerflank van de Zuidelijke slaglinie. Stuart koos Hamptons brigade om in oktober 1862 deel te nemen aan de Raid op Chambersburg. Hij werd zelfs kort aangesteld als militair gouverneur van de stad na de Zuidelijke inname. 
In de winter van 1862 voerde Hampton verschillende raids uit in de achterhoede van de Noordelijke linies. Zijn cavaleristen namen veel vijanden gevangen en konden veel voorraden in beslag nemen of vernietigen. Hij kreeg een eervolle vermelding van generaal Lee toen hij in november 1862 137 Noordelijke soldaten van het 3rd Pennsylvania Cavalry gevangen nam bij Hartwood Presbyterian Church. Zijn brigade was op strooptocht toen de slagen bij Fredericksburg en Chancellorsville uitgevochten werden.
In de Gettysburgveldtocht raakte Hampton III lichtgewond in de Slag bij Brandy Station. In deze slag, waar voornamelijk cavalerie strijd leverde, sneuvelde zijn jongere broer Frank. Hamptons brigade werd meegestuurd met de raid van Stuart in Pennsylvania waar ze volledig rond het Noordelijke leger reden. Ze verloren alle contact met Lee. Op 2 juli botsten ze in de buurt van Gettysburg op vijandelijke  cavalerie. Een vijandelijke soldaat richtte een geweer op Hampton III, maar hij chargeerde voor de soldaat kon schieten. Een andere soldaat viel hem aan met een sabel en raakte de achterkant van zijn hoofd. De volgende dag, op 3 juli, voerde Hampton III een cavalerie-aanval uit tegen de Noordelijke achterhoede, maar botste opnieuw op Noordelijke cavalerie. Tijdens de daaropvolgende strijd raakte hij nog twee keer gewond door een sabelhouw op zijn voorhoofd. Hij bleef doorvechten tot hij in zijn heup geraakt werd door een granaatscherf. Kolonel Laurence S. Baker nam het bevel van de brigade op zich. Hampton III werd afgevoerd met dezelfde ziekenwagen als generaal-majoor John Bell Hood. Op 3 augustus 1863 werd Hampton bevorderd tot generaal-majoor en kreeg hij het bevel over een cavaleriedivisie.  Eind november was hij voldoende hersteld om terug te keren in actieve dienst.
Tijdens de Overlandveldtocht in juni 1864 vocht Hamptons cavalerie mee in de Slag bij Todd's Tavern tijdens de Slag in de Wildernis. Zijn cavalerie beschermde de linkerflank van het Zuidelijke leger tijdens de Slag bij Spotsylvania Court House. Zijn bevelhebber J.E.B. Stuart sneuvelde tijdens de Slag bij Yellow Tavern. Hampton III dekte de terugtocht van Lees leger naar Richmond en vocht bij  North Anna en Haw's Shop. Zijn eenheid werd door Lee gedetacheerd om de dreiging van de vijandelijke cavalerie onder leiding van generaal-majoor Philip Sheridan tegen te gaan. De Noordelijken vielen de spoorwegverbindingen aan in centraal Virginia. In de Slag bij Trevilian Station versloeg hij Philip Sheridan in het grootste cavaleriegevecht van de oorlog. Na een kort verblijf in Richmond vocht hij nog bij Nance's Shop. Op 11 augustus 1864 kreeg hij het bevel over het cavaleriekorps. Voor de rest van de oorlog zou Hampton III geen enkel gevecht meer verliezen. Tijdens de zogenaamde "Beefsteak Raid" veroverden zijn soldaten 2400 runderen en namen ze 300 Noordelijke soldaten gevangen.
In oktober 1864 was Hamptons korps in de buurt van Petersburg, Virginia. Zijn zoon, T. Preston Hampton, diende bij zijn vader als luitenant en koerier. Kort nadat hij vertrokken was met een boodschap reden Hampton III en zijn andere zoon Wade Hampton IV langs dezelfde weg. 200 meter verder vonden ze Preston dodelijk gewond. Hij zou kort daarop overlijden. Toen zijn andere zoon zijn broer wou helpen raakte hij ook gewond, maar hij zou het overleven.
Terwijl Lees leger werd belegerd bij Petersburg keerde Hampton in januari 1865 terug naar South Carolina om soldaten te rekruteren. Hij werd gepromoveerd tot luitenant-generaal op 14 februari 1865. Hij zou zich, samen met Joseph E. Johnstons Army of Tennessee overgeven in Durham, North Carolina.

## Na de oorlog
Samen met luitenant-generaal Jubal A. Early zou Hampton III een pleitbezorger worden van de Lost Cause of the Confederacy-beweging. Hij pleitte na de oorlog nog altijd voor de Zuidelijke zaak en beweende het verlies van de Zuidelijke manier van leven van voor de oorlog. Hij omarmde het geloof dat het instituut van de slavernij in het Zuiden menswaardig was en dat het blanke ras superieur was waarbij de blanken op een paternalistische manier omgingen met hun slaven. Hampton III was niet te spreken over de inzet van United States Colored Troops als bezettingsmacht in South Carolina.

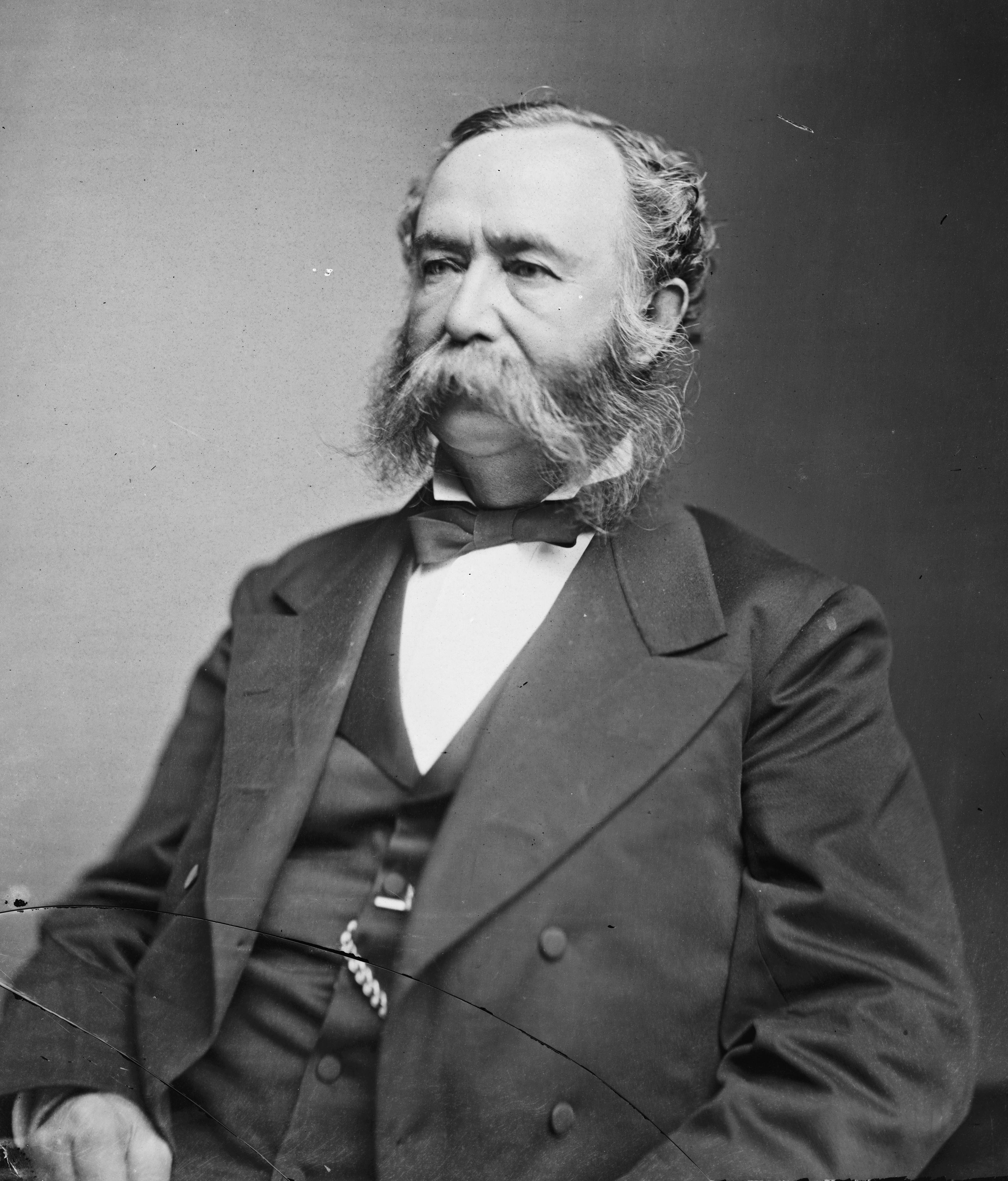
Senator Wade Hampton III

In 1865 werd er aan Hampton voorgesteld om zich verkiesbaar te stellen voor de post van gouverneur van zijn thuisstaat. Hij weigerde hierop in te gaan. Hij werd in 1868 voorzitter van het centraal comité van de South Carolina Democratic Party. Het zou nog tot 1876 duren voor hij zich opnieuw verkiesbaar zou stellen. Hoewel hij nooit lid was van de Ku Klux Klan hielp hij toch om de nodige fondsen te werven voor de Klan nadat de federale overheid in 1870 en 1871 anti-klan-wetgeving goedkeurde. Bij de voorverkiezingen in 1870 steunde hij Matthew Calbraith Butler van de Union Reform Party of South Carolina.
Naast de KKK werden er net na de oorlog verschillende radicale en reactionaire groepen opgericht in de Zuidelijke staten. Veel van deze groeperingen noemden zich "rifle clubs". Er werd geschat dat in 1876 meer dan 20.000 personen lid waren van dergelijke clubs in South Carolina. Verkiezingen en politieke campagnes werden steeds geweldadiger.
Midden de jaren 1870 werd een paramilitaire groep opgericht die voor blanke suprematie was. Deze 
Red Shirts of roodhemden stichtten in iedere county in South Carolina een zogenaamde "chapter". Ze zagen zichzelf als de gewapende tak van de democratische partij in het Zuiden. Ze hielden parades, verstoorden Republikeinse bijeenkomsten en ijverden voor de afschaffing van stemrecht voor Afro-Amerikanen door middel van geweld en intimidatie.
Hampton was tegen het beleid van de Radicale republikeinen die ijverden voor stemrecht en integratie voor de Afro-Amerikanen. Hij stelde zich opnieuw verkiesbaar in 1876 om dit beleid tegen te gaan. Hampton kwam voor de Democratische partij uit tegen de Republikeinse zittende gouverneur Daniel Henry Chamberlain. De verkiezingen van 1876 waren de bloedigste uit de geschiedenis. De roodhemden  maakten overal amok om de Afro-Amerikanen te verhinderen om te gaan stemmen. Volgens schattingen lieten 150 Afro-Amerikanen het leven tijdens de rellen. Hoewel Hampton onder zijn aanhangers roodhemden telde, was hij nooit actief betrokken bij het geweld.
Beide partijen eisten de overwinning op. Gedurende zes maanden waren er twee bestuurlijke organen tot de South Carolina Supreme Court  Hampton tot winnaar uitriep. Hij was de eerste gouverneur van de Democratische partij sinds het einde van de oorlog. Toen Rutherford B. Hayes  werd verkozen als president van de Verenigde Staten bereikte hij een compromis met de Democraten om de reconstructieperiode formeel te beëindigen en alle Noordelijke bezettingstroepen uit de Zuidelijke staten terug te trekken. 
Na zijn verkiezing werd Hampton uitgeroepen tot "Redder van South Carolina". Hij werd opnieuw verkozen in 1878 met steun van de roodhemden. Maar deze verkiezingscampagne verliep rustiger.
Hampton III werd tijdens een jachtpartij van zijn muilezel geworpen en brak hierbij zijn rechterbeen. Door complicaties moest zijn been enkele weken later geamputeerd worden. Hoewel hij had geweigerd om zich kandidaat te stellen voor de federale senaat, werd hij op de dag van zijn amputatie toch verkozen. Hij nam ontslag als gouverneur en diende twee termijnen als senator tot in 1891.
Tussen 1893 en 1897 werd hij door president Grover Cleveland benoemd tot United States Railroad Commissioner. Hampton III was ook erfelijk lid van het Gezelschap der Cincinnati.

## Privéleven
Hampton III zou tweemaal huwen. In 1838 huwde hij met Margaret Preston (1815-1852). Het koppel kreeg vijf kinderen: Wade Hampton IV (1840–1879), Thomas Preston Hampton (1843–1864, gesneuveld in de oorlog), Sarah Buchanan Hampton (1845–1886), John Preston Hampton (1846–1847) en Harriet Flud Hampton (1848–1853).
In 1858 trad hij een tweede keer in een huwelijk met Mary Singleton McDuffie (1830–1874). Ze kregen samen 4 kinderen: George McDuffie Hampton (1859–1917), Mary Singleton "Daisy" Hampton (1861–1934), Alfred Hampton (1863–1942) en Catherine Fisher Hampton (1867)
Wade Hampton III overleed op 11 april 1902. Zijn stoffelijk overschot werd bijgezet in het Trinity Cathedral Churchyard in Columbia, South Carolina.

## Militaire loopbaan
- Brigadier General: 23 mei 1862
- Major General: 3 september 1863 (gedateerd 3 augustus 1863)
- Lieutenant General: 14 februari 1865[21][22]

## Nalatenschap

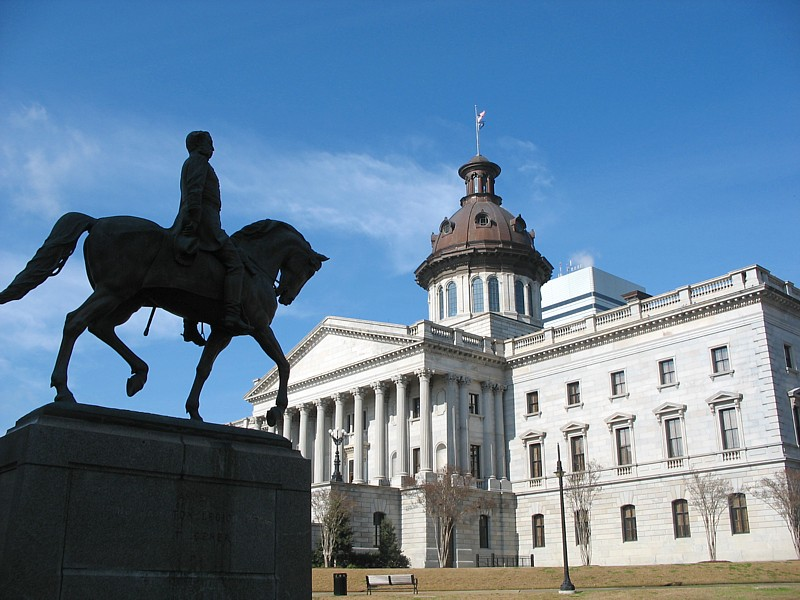
Standbeeld van Wade Hampton III bij het South Carolina State House

Er werden verschillende standbeelden opgericht ter zijner ere zoals bij het South Carolina State House en bij het Capitool in Washington D.C.. In 1906 werd een ruiterstandbeeld opgericht van de hand van Frederick W. Ruckstull bij het capitool van South Carolina in Columbia.
In 1878 werd, als eerbetoon voor zijn leiderschap tijdens de oorlog, uit een deel van Beaufort County, Hampton County gecreëerd.
In acht counties en 47 steden werden er straten naar hem vernoemd. Er zijn ook twee middelbare scholen met zijn naam in Greenville en in Varnville. Aan zijn oude alma mater, de University of South Carolina werd een gebouw naar hem vernoemd. 
In Charleston en in Columbia werd een Hampton Park ingewijd. Ook de Hampton Heights in Spartanburg werden naar hem vernoemd. In 1964 werd de Wade Hampton Academy opgericht in Orangeburg, een school voor blanke kinderen. Deze school werd in 1986 samengevoegd met de Willington Academy en kreeg de naam Orangeburg Preparatory Schools, Inc.
In Fort Crockett op Galveston Island in Texas werd een kustbatterij naar hem vernoemd. De Wade Hampton batterij was een van de vier batterijen die was uitgerust met twee 10-inch kanonnen. Tijdens de Tweede Wereldoorlog werd de SS Wade Hampton, a Libertyschip tot zinken gebracht voor de kust van Groenland door een Duitse  U-boot.
In Greenville County werd een stukje van de U.S. Route 29 tussen Greenville en Spartanburg de  Wade Hampton Boulevard genoemd. 
De Sons of Confederate Veterans  kenden het Confederate Medal of Honor toe aan luitenant-generaal Wade Hampton III. Deze onderscheiding werd in het leven geroepen in 1977.